# David John Lewis

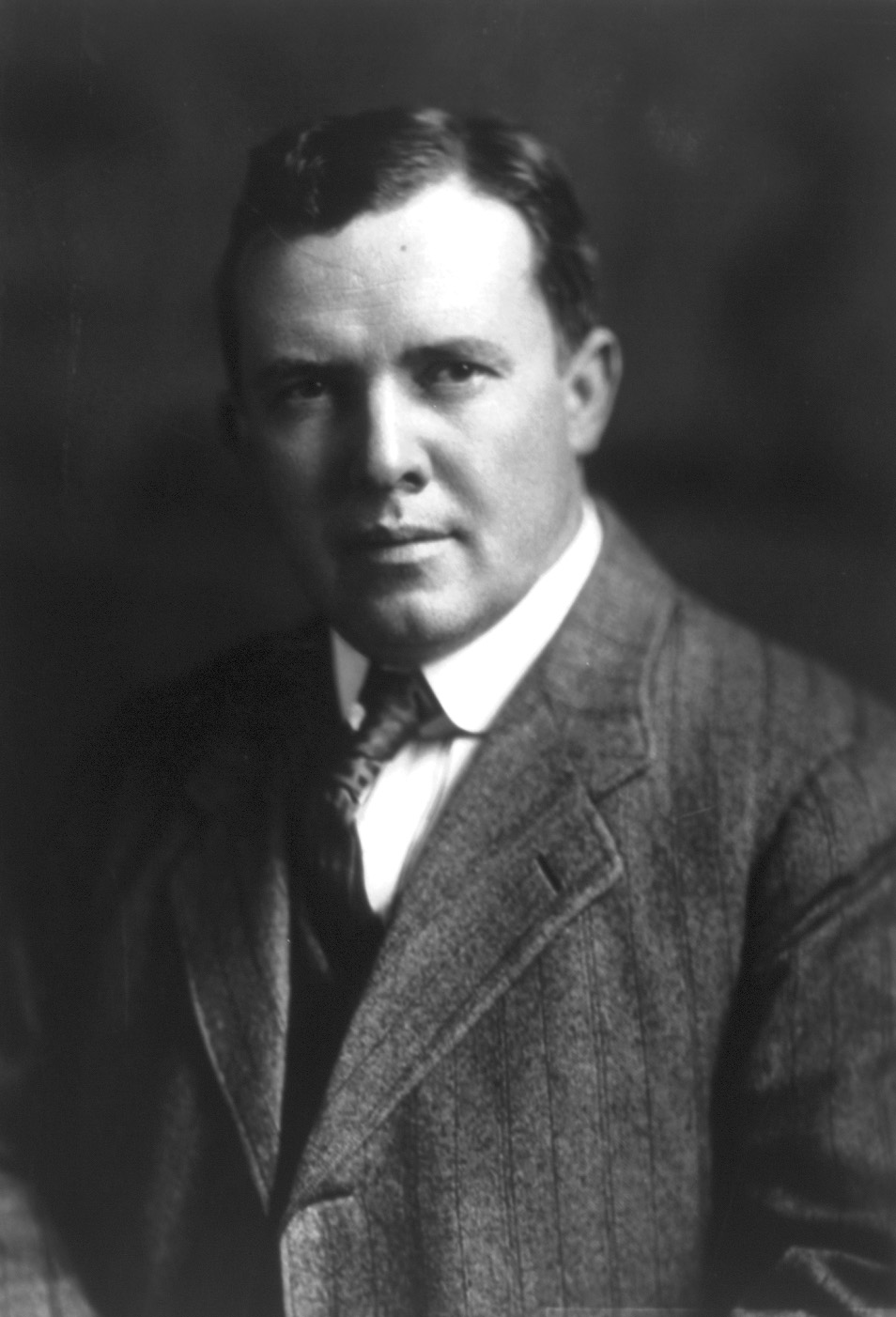
David John Lewis

David John Lewis (* 1. Mai 1869 bei Osceola Mills, Centre County, Pennsylvania; † 12. August 1952 in Cumberland, Maryland) war ein US-amerikanischer Politiker. Zwischen 1911 und 1917 sowie nochmals von 1931 bis 1939 vertrat er den Bundesstaat Maryland im US-Repräsentantenhaus.

## Werdegang
David Lewis arbeitete nach seiner Schulzeit zwischen 1878 und 1892 als Bergmann in den Kohleminen. Nebenher studierte er Jura und Latein. Nach seiner im Jahr 1892 erfolgten Zulassung als Rechtsanwalt begann er in Cumberland in diesem Beruf zu praktizieren. Gleichzeitig schlug er als Mitglied der Demokratischen Partei eine politische Laufbahn ein. Von 1902 bis 1906 saß er im Senat von Maryland. In den Jahren 1916, 1922 und 1938 strebte er erfolglos die Nominierung seiner Partei für die jeweiligen Wahlen zum US-Senat an. 1908 scheiterte eine erste Kandidatur für das US-Repräsentantenhaus.
Bei den Kongresswahlen des Jahres 1910 wurde Lewis dann aber im sechsten Wahlbezirk von Maryland in das US-Repräsentantenhaus in Washington, D.C. gewählt, wo er am 4. März 1911 die Nachfolge von George Alexander Pearre antrat. Nach zwei Wiederwahlen konnte er bis zum 3. März 1917 drei Legislaturperioden im Kongress absolvieren. Seit 1913 war er Vorsitzender des Committee on Labor. In diesem Jahr wurden außerdem der 16. und der 17. Verfassungszusatz ratifiziert. 1916 verzichtete er wegen seiner angestrebten Wahl zum US-Senat auf eine erneute Kandidatur.
Zwischen 1917 und 1925 war Lewis Mitglied der Bundeszollkommission. Ansonsten betätigte er sich wieder als Anwalt. Bei den Wahlen des Jahres 1930 wurde er erneut im sechsten Distrikt seines Staates in den Kongress gewählt, wo er am 4. März 1931 Frederick Nicholas Zihlman ablöste, der 1917 dort sein Nachfolger geworden war. Nach drei Wiederwahlen konnte er bis zum 3. Januar 1939 vier weitere Amtszeiten im Kongress verbringen. Seit 1933 wurden dort die meisten der New-Deal-Gesetze der Bundesregierung unter Präsident Franklin D. Roosevelt verabschiedet. Ebenfalls im Jahr 1933 wurden der 20. und der 21. Verfassungszusatz ratifiziert. 1938 verzichtete Lewis erneut wegen einer geplanten Senatskandidatur auf eine mögliche Wiederwahl.
Von 1939 bis 1943 war er Mitglied im National Mediation Board, einer unabhängigen Regierungsorganisation, die sich mit Fragen des Arbeitsmarkts und Arbeitsbeziehungen befasst. Danach zog er sich aus der Politik zurück. David Lewis starb am 12. August 1952 in Cumberland, wo er auch beigesetzt wurde.